# Gimonde
Gimonde est une freguesia portugaise du concelho de Bragance, avec une superficie de 16,5 km2 et une densité de population de 20,7 hab/km2 avec 341 habitants en 2011.